# Ansonia platysoma
Ansonia platysoma es una especie de anfibios de la familia Bufonidae. Habita en Malasia y posiblemente en Brunéi.
Su hábitat natural incluye bosques tropicales o subtropicales secos y a baja altitud, montanos secos y ríos. Está amenazada de extinción por la pérdida de su hábitat natural.